# Urban Agriculture Basel
Urban Agriculture Basel (kurz UAB) ist ein schweizerischer gemeinnütziger Verein aus Basel. Der Verein wurde 2010 gegründet und engagiert sich für eine ganzheitliche, nachhaltige Lebensmittelversorgungskette in der Region Basel. Der Verein ist als dezentrales, selbstorganisiertes, holakratisches Netzwerk organisiert und koordiniert über 90 gemeinnützige Projekte. Der Verein erlangte durch die Einzigartigkeit als Netzwerk, die Vielzahl an Projekten und deren Innovationen internationale Anerkennung, diverse Auszeichnungen und besondere mediale Aufmerksamkeit mit weit über 300 Artikeln, über 40 Hochschularbeiten und über 10 Beiträgen in Fachliteratur. Die Regierung des Kanton Basel-Stadt würdigte das Engagement von UAB 2019 mit dem 42. Prix Schappo.